# Synopsys
Synopsys Inc. (Nasdaq: SNPS) ist ein Technologie-Unternehmen in den Bereichen Halbleiter-Design-Software (EDA), IP-Core, Design-for-Manufacturing und Verifikation.

## Geschichte
Synopsys wurde im Jahr 1986 unter dem Namen Optimal Solutions von Aart de Geus gegründet. Die Firma sollte Synthese-Technologien weiterentwickeln und vermarkten, die ursprünglich bei General Electric entwickelt wurden. Synopsys war einer der Vorreiter auf diesem Gebiet und hatte großen Einfluss auf die Anwendung dieser Technologien. Synopsys entwarf Funktionsbibliotheken für seine Synthesetools, die den Entwurf bestimmter Anwendungen erleichterten, z. B. die Bibliothek std.logic.arith für die Hardwarebeschreibungssprache VHDL. Diese Funktionsbibliotheken sind heute noch weit verbreitet, obwohl es mittlerweile äquivalente Standardbibliotheken gibt.
Mittlerweile haben sich die Aktivitäten von Synopsys auf den gesamten Design-Flow ausgedehnt, das heißt die Produkte decken den gesamten Bereich von Entwurf über die Verifikation, die Folgenutzung durch IP, bis hin zu Schnittstellen zur Herstellung von ASICs und FPGAs ab.
Anfang 2024 gaben Synopsys und Ansys bekannt, dass Synopsys Ansys übernehmen werde. Die Übernahme wurde im Juli 2025 abgeschlossen.

## Produkte und Bereiche
- Silicon Design & Verification
- Silicon IP
- Application Security

## Markt
Vergleichbare Produkte bieten Mentor oder Cadence. Des Weiteren ist Synopsys Teil der Electronic System Design Alliance (ESD Alliance), einem Fachverband der SEMI.

## Mergers & Acquisitions
Das Unternehmen hat in über 30 Jahren dutzende Unternehmen akquiriert. Zu den, nach eigenen Angaben, „Major Acquisitions“ gehörten:
| Jahr | Software Security & Quality | Verification & Prototyping | Silicon IP   | Silicon Engineering                             | Chip Design |
| ---- | --------------------------- | -------------------------- | ------------ | ----------------------------------------------- | ----------- |
| 2025 |                             | Ansys                      |              |                                                 |             |
| ...  |                             |                            |              |                                                 |             |
| 2017 | Black Duck Software         |                            |              |                                                 |             |
| 2016 | Cigital                     |                            |              |                                                 |             |
| 2015 | Codenomicon                 | Atrenta                    |              |                                                 |             |
| 2014 | Coverity                    |                            |              |                                                 |             |
| 2013 |                             |                            |              |                                                 |             |
| 2012 |                             | SpringSoft, EVE            |              | Mask Synthesis* (from Luminescent Technologies) | Magma       |
| 2011 |                             |                            |              |                                                 |             |
| 2010 |                             |                            | Virage Logic | Optical Research Associates                     |             |
| ...  |                             |                            |              |                                                 |             |
| 2008 |                             | Synplicity                 |              |                                                 |             |
| ...  |                             |                            |              |                                                 |             |
| 2003 |                             |                            |              | Numerical Technologies                          |             |
| 2002 |                             |                            | inSilicon    |                                                 | Avanti      |
| ...  |                             |                            |              |                                                 |             |
| 1997 |                             | Viewlogic                  |              |                                                 | EPIC        |
| ...  |                             |                            |              |                                                 |             |
| 1994 |                             | Logic Modeling             |              |                                                 |             |
| ...  |                             |                            |              |                                                 |             |